# Dumitru Prunariu
Dumitru Dorin Prunariu (* 27. September 1952 in Orașul Stalin, heute Brașov) ist ein rumänischer Pilot, Diplomat und ehemaliger Kosmonaut. Er ist der erste und bisher einzige rumänische Kosmonaut.

## Ausbildung
Nach dem Schulabschluss an der Oberschule für Physik und Mathematik in Brașov im Jahr 1971 studierte Prunariu Luftfahrttechnik an der Polytechnischen Universität Bukarest, an der er 1976 den Grad des Ingenieurs für Luftfahrtingenieurswesen erwarb. Er arbeitete danach bei der Industria Aeronautică Română (IAR) in Brașov, die sich auf Kampfflugzeuge spezialisiert hat. Gleichzeitig besuchte er die Offiziersschule der rumänischen Luftstreitkräfte und wurde 1977 Pilot.

## Raumfahrertätigkeit

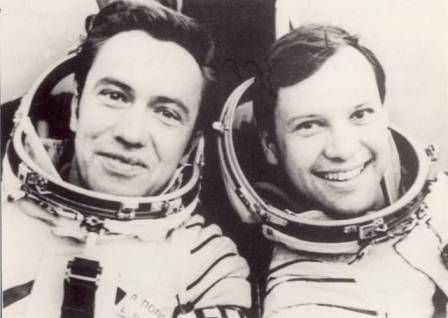
Leonid Popow und Dumitru Prunariu

Der Luftfahrtingenieur und Pilot der rumänischen Luftstreitkräfte wurde am 1. März 1978 als Kosmonaut in das Interkosmos-Programm aufgenommen. 1981 flog er mit Sojus 40 als Mitglied der elften Gastmannschaft dieser Orbitalstation zur Saljut 6, wobei er die Funktion eines Forschungskosmonauten innehatte. Mit der Landung am 22. Mai 1981 schied Prunariu aus dem Kosmonautencorps aus.
1990 wurde Prunariu Direktor des zivilen Luftfahrtprogrammes der Republik Rumänien, 1998 Präsident der Romanian Space Agency (ROSA). 2003 zum Generalmajor der Luftstreitkräfte befördert, später Generalleutnant, war Prunariu von 2004 bis Juli 2005 Botschafter der Republik Rumänien in Russland, danach Ehren-Präsident der ROSA (Rumänische Raumfahrtagentur).
Prunariu ist verheiratet und hat zwei Kinder.